# Parafia bł. Władysława z Gielniowa w Warszawie
Parafia rzymskokatolicka bł. Władysława z Gielniowa w Warszawie – parafia rzymskokatolicka należąca do dekanatu ursynowskiego, archidiecezji warszawskiej, metropolii warszawskiej Kościoła katolickiego.

## Historia
Parafia została utworzona w 1988 roku. 

### Kościół parafialny
Świątynią parafialną jest kościół bł. Władysława z Gielniowa położony przy ul. Przy Bażantarni 3.

## Proboszczowie
- ks. kanonik Eugeniusz Ledwoch (1985–2002), budowniczy kościoła[1], zm. 2002
- ks. prałat Jacek Kozub (2002–2024)
- ks. kanonik Robert Zalewski (od 2024)[2]